# Ficus oxymitroides
Ficus oxymitroides är en mullbärsväxtart som beskrevs av Edred John Henry Corner. Ficus oxymitroides ingår i släktet fikonsläktet, och familjen mullbärsväxter. Inga underarter finns listade i Catalogue of Life.